# Elisabete Ansel
Elisabete Tavares Ansel (dawniej Ribeiro Tavares, ur. 7 marca 1980) – portugalska lekkoatletka specjalizująca się w skoku o tyczce. Jej siostry – Maria Eleonor, Sandra-Hélèna i Sandra Sofia również są lekkoatletkami. Posiada także obywatelstwo francuskie.

## Osiągnięcia
- reprezentowanie kraju w Pucharze Europy oraz innych dużych międzynarodowych imprezach lekkoatletycznych
- wielokrotna mistrzyni[2][3] i rekordzistka kraju

## Rekordy życiowe
- skok o tyczce (stadion) – 4,35 (2008) były rekord Portugalii
- skok o tyczce (hala) – 4,40 (2008) były rekord Portugalii